# Stettener Schlösschen
Das Stettener Schlösschen (alemannisch Stettemer Schlössli) ist ein kleines spätgotisches Schlösschen im Lörracher Stadtteil Stetten. Das 1630–1666 erbaute und 1738 erweiterte Bauwerk diente dem Säckinger Damenstift als Verwaltungssitz und ist der einzige größere Profanbau der Stadt aus dem 17. Jahrhundert.

## Geschichte
Das ursprünglich gotische Schlösschen wurde infolge des Dreißigjährigen Kriegs fast vollständig zerstört. Es wurde vom Säckinger Damenstift als Dinghof im Ortskern errichtet, welcher sich sternförmig um die Anlage und Kirche bildete. Von dem ehemaligen Dinghof blieb durch die Kriegswirren ausschließlich das Kellergeschoss und der untere Teil des damals runden Turms übrig. Das Schloss wurde im 17. Jahrhundert im Renaissance-Stil wieder erbaut. Der Übergang der beiden Baustile ist durch entsprechende Mauerabsätze erkennbar.
Die frühesten Inhaber des Stettener Schlösschens in seiner heutigen Form waren die Dienstleute des Säckinger Damenstifts, die Herren von Schönau. Nach 1727 zogen keine neuen Herren ein, da das Meieramt bis zur Auflösung des Säckinger Besitzes 1806 vom Stift selbst aus verwaltet wurde. Das Bauwerk blieb viele Jahrzehnte ungenutzt und verwahrloste zusehends, dass 1930 sogar die Turmspitze herabfiel. 1934 erfolgte der Vorschlag, das Haus auf genossenschaftlicher Grundlage zur Errichtung eines Altersheims zu erwerben. Der Denkmalpfleger Julius Wilhelm erwog sogar sein eigenes Domizil ins Stettener Schlösschen zu verlegen. Es gab auch Pläne, aus dem Schlösschen eine Jugendherberge zu machen. Das Landesamt für Denkmalpflege beschloss jedoch, das historische Gebäude in öffentlicher Hand zu behalten und vollzog in den Jahren 1939, 1953 und 1963 Renovierungsarbeiten. Weitere Renovierungen in der ersten Hälfte der 1980er schlugen mit fast einer Million Mark zu buche und war endgültig 1990 abgeschlossen. Am 12. November 1985 wurde der Bau durch den damaligen Oberbürgermeister Lörrachs Egon Hugenschmidt der Öffentlichkeit übergeben und dient seither als Galerie.

## Beschreibung
Das dreigeschossige Stettener Schlösschen befindet sich etwas südlich vom Kern Stettens in einem von Mauern umgebenen Grundstück. Das hohe Herrenhaus mit Satteldach zeichnet sich durch unsymmetrische Fensteranordnungen und außen befindlichen Treppenturm mit sechseckigem Grundriss sowie einem Pyramidendach als Abschluss zur Ostseite. Die Eingangstüren und der Rundbogen sind mit Bossenquadern ausgelegt. Das Haus mit knapp 70 Zentimetern dicken Grundmauern ist 11 Meter lang und 6,7 Meter breit. Die Kantenlänge des hexagonalen Treppenturms beträgt rund 1,8 Meter.
Das Herrenhaus gehört zur Liste der Kulturdenkmale.